# Волинське церковно-археологічне товариство
Волинське церковно-археологічне товариство — регіональна громадсько-наукова й просвітницько-краєзнавча організація.

## Житомирський період
Було засноване 2 січня 1894 року в Житомирі при Архієрейському домі, статут цього товариства затверджено ще 2 листопала 1893 року Синодом. Біля його витоків стоїть цікава постать Ореста Авксентійовича Фотинського, який у 1892 р. подав волинському архієпископу Модесту записку про необхідність заснування товариства, яке б займалося дослідженням давньої історії Волині.
Перед тим, відкриття музею при Волинському єпархіальному давньосховищі відбулося 23 травня 1893 року, завідувачем став Орест Фотинський.
Товариство об'єднувало 15 почесних і 42 дійсних членів (В.Антонович, М.Дашкевич, архієпископ Модест (Стрільбицький), житомирський краєзнавець протоієрей Микола Трипільський, О.Фотинський, М.Барський, Я.Гадзинський та ін.).
Як результат, вже у 1896 році вийшов перший «Волынский историко-археологический сборник», де було опубліковано ряд ґрунтовних історичних розвідок. На сторінках цього ж збірника О. Фотинський видрукував ряд документальних актів XVI - XVII ст. з архіву Жидичинського монастиря. А вже у 1900 році вийшов другий випуск цього збірника.
В 1894-1900 роках побудовано приміщення для самого товариства, його бібліотеки та музею, в Житомирі, на ділянці по вулиці Вільській, котра належала Преображенському собору.
Товариство займалося редагуванням та організацією написання церковно-парафіяльних літописів та історико-етнографічних описів парафій Волинської губернії. Як правило, у їх складанні задіювалися парафіяльні священики.
За редакцією О.Фотинського було видано два випуски «Волынского историко-археологического сборника» (1896, 1900). З виникненням 1900 року Товариства дослідників Волині поступово втратило своє значення, а 1915 року припинило існування.

## Луцький період
Наприкінці 2010 року неформально Волинське церковно-археологічне товариство відродилося у Луцьку, яке заявило про себе на церковно-науковій конференції у Луцьку 13-14 грудня 2010 року.
Місцем його діяльності стала Волинська духовна семінарія УПЦ (МП). Неофіційним лідером став протоієрей Федчук Олександр Миколаєвич. Він був керівником наукових робіт (бакалаврських дипломних праць) у таких семінаристів, як Чамахуд Павло Анатолійович (1993 року народження, мешканець м. Луцьк, випускник ВДС 2014 року), та Футрук Тарас Юрійович (1992 року народження, мешканець м. Луцьк, випускник ВДС 2013 року). Останній захищав спрямовану проти УПЦ-КП дипломну роботу під керівництвом Федчука на таку тему:
"Історико-канонічний погляд на події церковного життя у Луцьку в 1992 році".
Крім викладача - протоієрея Федчука, одним з натхненників створення Волинського єпархіального церковно-історичного товариства у Луцьку неодноразово виступав упродовж 2005-2009 років також і Свистун Володимир Онуфрійович (1982 року народження, уродженець м. Іваничі Волинської області, випускник ВДС 2003 року та КДА 2007 року, у 2009 р. переїхав у Швейцарію, де висвятився у 2015 році на диякона в юрисдикції РПЦЗ (МП), у 2012-2018 роках закінчив магістратуру Відділу екуменічних студій Фрібургського університету, 19 серпня 2021 року прийняв від єпископа Лондонського і Західноєвропейського РПЦЗ (МП) Іринея ієрейську хіротонію, з призначенням до Покровського храму м. Цюріх).
Крім Федчука та Свистуна, серед ініціаторів створення товариства були відомі також випускники КДА 2009 року, повязані з Волинню:  Олег Байцим (автор дисертації "Історичне становлення Свято-Миколаївського Мілецького чоловічого монастиря" - КДА, 2009), Михайло Росоловський (автор дисертації "Дослідження втрачених храмів міста Луцька з другої половини 12 століття по сьогоднішній день" - КДА, 2009), та Георгій Віхоть (автор дисертації "Луцьке Хрестовоздвиженське братство 16-17 століть" - КДА, 2009), а також Андрій Миткалик (автор дисертації "Православні монастирі Волині" - КДА, 1997).
Нвйбільш відомою фігурою в товаристві став Федчук Олександр Миколайович - письменник та історик, автор 15 книг та більше 100 наукових статей, кандидат історичних наук і кандидат богословських наук, пошуковець ступеню доктора історичних наук при докторантурі Волинського університету. Православний священник, один з асоційованих членів Софійського братства, котрий разом з іншими членами братства має намір приєднатися до ПЦУ.
Народився 15 грудня 1979 року у робочій сім'ї у Луцьку.
У 1997 році закінчив середню школу №2 у Луцьку.
У 1997-2000 роках був різноробочим.
1998 року закінчив ПТУ за спеціальністю "слюсар-сантехнік".
1999 року став працювати сторожем Покровської церкви в Луцьку та іподияконом архієпископа Волинського Ніфонта (Солодухи), а 2000 року вступив до Волинської семінарії.
У 2000-2004 роках закінчив Волинську духовну семінарію.
21 жовтня 2001 року висвячений на диякона, а 25 листопада 2001 року - на священика.
У 2001-2003 роках служив у селі Клітицьк Камінь-Каширського району, а з 2003 року служить кліриком Покровської церкви у Луцьку.
У 2018 році захистив дисертацію кандидата історичних наук.
У 2007-2023 рр. був редактором та основним автором газети "Дзони Волині", яка при ньому закрилася.
Співавторські праці та збірники (укладені на правах упорядника, шеф-редактора або відповідального редактора), видані Волинською єпархією УПЦ-МП у 2010-2016 роках під загальним керівництвом Федчука, містять певні недружні та навіть ворожі до УПЦ-КП тенденції.
Сам вважав за краще не "світитися" у пропагандистських виступах та скандальних статтях, воліючи залишатися "в тіні". Однак допускав такі статті до публікацій, підписував їх до друку і в редагованих ним збірниках наукових статей, і в редагованій ним єпархіальній газеті "Дзвони Волині".
Федчук був від Волині учасником V Міжнародного фестивалю православних ЗМІ «Віра та слово», що відбувся у Москві з 29 по 31 жовтня 2012 року.
У 2023 році приєднався до організації "Софійське братство", лідер якої - прот. Олександр Колб 2023 року перейшов з УПЦ-МП до ПЦУ.
У 2024 році виступив за повне відокремлення УПЦ-МП від РПЦ. За словами Федчука:
"Голоси тих, хто намагається відстоювати тепер уже навіть не гіпотетичну автокефалію, а для початку повний розрив із РПЦ, ігноруються. Вірніше, саме для них було влаштовано Собор у Феофанії. Втім, що робити з рішеннями цього Собору, якщо їх просто не виконують, ніхто не пояснює. Ніхто не коментує регулярні заяви окремих митрополитів, з яких чітко і ясно видно, яке місце наша Церква займає і повинна, на їх думку, займати, відносно РПЦ. Ніхто не коментує поминання патріарха Кирила на богослужіннях у різних місцях (...) Подекуди доводиться чути припущення, що священноначалля УПЦ не наважується на різкі дії, намагаючись зберегти в спільній Українській Церкві всю паству, в тому числі й ту, яка нині перебуває під окупацією Росії. Однак це не витримує ніякої критики, оскільки всі ці регіони вже нахабно підпорядковані РПЦ і ні про яке їх повернення у лоно УПЦ не йтиметься, допоки вони не повернуться під контроль України (...) Мені складно уявити, щоб у 2024 році, маючи за плечима досвід всього того лиха, яке Росія, з благословення її церкви, принесла Україні, ми досі не були готові наполягти на тезах, які ще в 1991 році обґрунтовували українські архієреї. Ми давно дозріли до повної самостійності УПЦ, історичні передумови якої стократ помножуються діями Росії та поведінкою РПЦ".
Далі, 2013 року закінчив історичний факультет Волинського університету, де 2018 року захистив дисертацію кандидата історичних наук, на тему: "Волинська духовна семінарія в умовах радянської тоталітарної системи (1945–1964 рр.)". Науковим керівником стала Карліна О. М., кандидат істор. наук, доцент, доцент кафедри всесвітньої історії (Східноєвропейський національний університет імені Лесі Українки). Опонентми стали: Вєдєнєєв Д. В.,
доктор істор. наук, та Данилець Ю. В., кандидат істор. наук.
2023 року захистив науковий ступінь кандидата богословських наук у Київській духовній академії.
Науковим керівником Федчука став один з найближчих радників митрополита Антонія (Паканича), випускник Московської духовної академії Бурега Володимир Вікторович.
Став автором некрологу: Митрополит Нифонт (Солодуха): 05.10.1948-22.03.2017 // Журнал Московской Патриархии. - 2017. - № 4. - С. 90-92
Свого часу користувалося архівами особових справ МДА, що знайшло відображення у статті: Фечук О. Гермоген Шиманський: нарис життя викладача Київської духовної семінарії // Київщина: історія рідного краю. Біла Церква, 2023. С. 179-186.
Товариство видало наступні праці:
1. Волинська духовна семінарія (1945-1964). - Луцьк : ПП Іванюк В. П., 2013.
2. Жабченська трагедія (з історії неоунії на Волині). Луцьк, 2015.
3. Святі, які викладали або навчалися у Волинській духовній семінарії: збірник житій. Луцьк, 2017.
4. Волинська духовна семінарія в умовах радянської тоталітарної системи (1945–1964 рр.). Дис. ... канд. іст. наук. Східноєвроп. нац. ун-т ім. Лесі Українки. - Луцьк, 2018. - 251 арк.
5. Товариство імені Митрополита Петра Могили. Луцьк, 2020.
6. Братія Почаївської лаври, репресована у 1939-1952 роках. Луцьк, 2021 (Малотиражне видання, написане на замовлення намісника Почаївської лаври Володимира (Мороза) на матеріалах архівно-кримінальних справ з фондів Тернопільського обласного управління СБУ).
7. Єпископ Полонський Максим (Руберовський). Луцьк, 2021.
8. Озденізька Свято-Казанська парафія та її історія. Луцьк, 2021.
9. Обенизька Хрестовоздвиженська парафія та її історія. Луцьк, 2021.
10. Неоунія на Волині. Харків–Луцьк, 2022.
11. Зимненський Святогорський Свято-Успенський жіночий монастир у 1893-1949 роках. Харків–Луцьк, 2023.
12. Жидичинське подвір’я Почаївської лаври. Харків–Луцьк, 2023.
13. Луцька Покровська церква: нариси історії. Луцьк, 2024.
14. Луцьке Хрестовоздвиженське братство у 1871-1939 роках. Харків–Луцьк, 2024.
15. Волинська духовна семінарія (1945–1964) в особах. Біографічний словник. Харків–Луцьк, 2024.

Співавторські праці та збірники (укладені на правах упорядника, шеф-редактора або відповідального редактора) - це збірники конференцій.
Їх видало в 2010-2016 роках де-факто існуюче при Волинській семінарії викладацько-студентське церковно-наукове товариство, очолюване Федчуком.
1. Історія та сучасність православ'я на Волині: матеріали I науково-практичної конференції, пам'яті М. І. Теодоровича (Луцьк, 13-14 груд. 2010 р.) / Укр. православ. церква, Волин. єпархія, Волин. духовна семінарія. - Луцьк : Вид. від. Волин. єпархії, 2012. - 222 с.
2. Історія та сучасність православ'я на Волині: матеріали II науково-практичної конференції. 22-23 листоп. 2011 р. / Укр. Православ. Церква, Волин. єпархія, Волин. духов. семінарія. - Луцьк : Вид. від. Волин. єпархії УПЦ, 2012. - 214, [1] с. : іл. - Текст укр., пол. - Бібліогр. в кінці ст. - 150 прим. Пам'яті релігійн. краєзнавця XIX ст., викладача ВДС М. І. Теодоровича, з нагоди 130-ї річниці встановлення Собору Волинських Святих.
3. Історія та сучасність православ'я на Волині: матеріали III науково-практичної конференції,., 15-16 листоп. 2012 р. / Укр. Православ. Церква, Волин. єпархія, Волин. духов. семінарія ; [відп. ред. протоієр. О. Федчук]. - Луцьк : Вид. від. Волин. єпархії УПЦ, 2013. - 197 с. З нагоди 20-ї річниці Предстоятельства Блаженнішого митрополита Київського і всієї України Володимира, 20-ї річниці перебування на Волинській кафедрі митрополита Волинського і Луцького Ніфонта.
4. Історія та сучасність православ'я на Волині: матеріали IV науково-практичної конференції, 12-14 листоп. 2013 р. / Укр. Православ. Церква, Волин. єпархія, Волин. духов. семінарія ; [під ред. протоієр. О. Федчука]. - Луцьк : Вид. від. Волин. єпархії УПЦ, 2013. - 241, [1] с. : іл., табл. - Бібліогр. в кінці ст. - З нагоди 1025-річчя Хрещення Київської Русі.
5. Історія та сучасність православ'я на Волині: матеріали V науково-практичної конференції, 11 листоп. 2014 р. / Укр. Православ. Церква, Волин. єпархія, Волин. духов. семінарія ; [під. ред. протоієр. О. Федчука]. - Луцьк : Вид. від. Волин. єпархії УПЦ, 2014. - 207 с.
6. Історія та сучасність православ'я на Волині: матеріали VI наук.-практ. конф., 12 листоп. 2015 р. / Укр. православ. церква, Волин. єпархія, Волин. духовна семінарія. - Луцьк: Вид. від. Волин. єпархії, 2015. - 224 с.
7. Історія та сучасність православ'я на Волині: матеріали VII наук.-практ. конф., 8 листоп. 2016 р. / Укр. православ. церква, Волин. єпархія, Волин. духовна семінарія. - Луцьк: Вид. від. Волин. єпархії, 2016. - 196
Окремі доповіді:
1. Місцеві чинники захоплень храмів УПЦ на Волині та головні причини збереження канонічних парафій в гарячих точках (2019 – 2020 рр.) - виголошена на церковно-науковому семінарі в Луцьку 2021 року 
2. Відродження Волинської духовної семінарії та вплив церковного розколу на її функціонування (1990–1993 рр.) // Труди КДА. 2017. №26. С. 42-52.
3. Музичне виховання та кліросний послух у Волинській духовній семінарії (1945–1964) // Історія та сучасність Православ’я на Волині: матеріалиІV науково-практичної конференції (Луцьк, 15–16 листопада 2012 р.). Луцьк, 2013. С. 158–163.
4. Ректор ВДС протоієрей Микола Тучемський // Історія та сучасність Православ’я на Волині: матеріали ІV науково-практичної конференції (Луцьк, 12–14 листопада 2013 р.). Луцьк, 2013. С. 144–151.